# Comuna de Sierad
Sieradz (polaco: Gmina Sieradz) é uma gminy (comuna) na Polónia, na voivodia de Lodz e no condado de Sieradzki. A sede do condado é a cidade de Sieradz.
De acordo com os censos de 2004, a comuna tem 9781 habitantes, com uma densidade 53,9 hab/km².

## Área
Estende-se por uma área de 181,63 km², incluindo:
- área agricola: 72%
- área florestal: 20%

## Demografia
Dados de 30 de Junho 2004:
|                      | Total   | Total | Mulheres | Mulheres | Homens  | Homens |
| -------------------- | ------- | ----- | -------- | -------- | ------- | ------ |
|                      | pessoas | %     | pessoas  | %        | pessoas | %      |
| População            | 9781    | 100   | 4791     | 49       | 4990    | 51     |
| Densidade (pop./km²) | 53,9    | 100   | 26,4     | 26,4     | 27,5    | 27,5   |

De acordo com dados de 2002, o rendimento médio per capita ascendia a 1215,13 zł.

## Subdivisões
- Biskupice, Bobrowniki, Bogumiłów, Borzewisko, Chałupki, Charłupia Mała, Chojne, Czartki, Dąbrowa Wielka, Dąbrówka, Dębina, Dzierlin, Dzigorzew, Grabowiec, Grądy, Jeziory, Kamionaczyk, Kłocko, Kolonia Okręglica, Kowale, Kuśnie, Łosieniec, Męcka Wola, Mnichów, Okręglica, Podłężyce, Ruda, Rzechta, Sokołów, Stoczki, Sucha, Wiechucice.

## Comunas vizinhas
- Brzeźnio, Burzenin, Sieradz, Warta, Wróblew, Zapolice, Zduńska Wola